# Groupe B des éliminatoires du Championnat d'Europe de football 2024
 (décembre 2022).
Navigation
- A
- B
- C
- D
- E
- F
- G
- H
- I
- J

Le groupe B des éliminatoires du Championnat d'Europe de football 2024 est l'un des dix groupes qui décideront quelles équipes se qualifieront pour la phase finale de l'Euro 2024 en Allemagne. Le groupe B comprend cinq équipes : les Pays-Bas, la France, la république d'Irlande, la Grèce et Gibraltar. Les équipes s'affronteront à domicile et à l'extérieur dans un tournoi toutes rondes.
Les deux meilleures équipes se qualifieront directement pour le tournoi final. Les participants aux barrages seront déterminés en fonction de leurs performances dans la Ligue des nations de l'UEFA 2022-2023.

## Classement
| Rang | Équipe               | Pts | J | G | N | P | Bp | Bc | Diff |  | Résultats (▼ dom., ► ext.) |     |     |     |     |      |
| ---- | -------------------- | --- | - | - | - | - | -- | -- | ---- |  | -------------------------- | --- | --- | --- | --- | ---- |
| 1    | France               | 22  | 8 | 7 | 1 | 0 | 29 | 3  | +26  |  | France                     |     | 4-0 | 1-0 | 2-0 | 14-0 |
| 2    | Pays-Bas             | 18  | 8 | 6 | 0 | 2 | 17 | 7  | +10  |  | Pays-Bas                   | 1-2 |     | 3-0 | 1-0 | 3-0  |
| 3    | Grèce                | 13  | 8 | 4 | 1 | 3 | 14 | 8  | +6   |  | Grèce                      | 2-2 | 0-1 |     | 2-1 | 5-0  |
| 4    | République d'Irlande | 6   | 8 | 2 | 0 | 6 | 9  | 10 | -1   |  | République d'Irlande       | 0-1 | 1-2 | 0-2 |     | 3-0  |
| 5    | Gibraltar            | 0   | 8 | 0 | 0 | 8 | 0  | 41 | -41  |  | Gibraltar                  | 0-3 | 0-6 | 0-3 | 0-4 |      |

## Matchs
La liste des matches sera publiée par l'UEFA le 10 octobre 2022, le jour après le tirage au sort organisé à Francfort,,. Les heures sont CET/CEST, comme indiqué par l'UEFA (les heures locales, si elles sont différentes, sont entre parenthèses).

## Résultats et calendrier
| 1re journée                | Gibraltar | 0 - 3   | Grèce                                                                      | Stade de l'Algarve, Almancil ( Portugal)                                |                                                                         |
| 24 mars 2023 20h45 (19h45) |           | (0 - 2) | 11e Masoúras (Baldock ) · 45e Siópis (Pélkas ) · 58e Bakasétas (Mántalos ) | Spectateurs : 390 Arbitrage : Rohit Saggi Arbitre vidéo : Rob Dieperink | Spectateurs : 390 Arbitrage : Rohit Saggi Arbitre vidéo : Rob Dieperink |
| 24 mars 2023 20h45 (19h45) |           | Rapport | 71e Tsimíkas                                                               | Spectateurs : 390 Arbitrage : Rohit Saggi Arbitre vidéo : Rob Dieperink | Spectateurs : 390 Arbitrage : Rohit Saggi Arbitre vidéo : Rob Dieperink |

| 24 mars 2023 | France                                                                        | 4 - 0   | Pays-Bas                   | Stade de France, Saint-Denis                                                                          | |
| 20h45        | ( Mbappé) Griezmann 2e · Upamecano 8e · ( Tchouaméni) Mbappé 21e · Mbappé 88e | (3 - 0) |                            | Spectateurs : 77 328 Diffuseur : TF1 Arbitrage : Maurizio Mariani Arbitre vidéo : Massimiliano Irrati | Spectateurs : 77 328 Diffuseur : TF1 Arbitrage : Maurizio Mariani Arbitre vidéo : Massimiliano Irrati |
| 20h45        | Rabiot 45e · Konaté 71e · T. Hernandez 90e · Upamecano 90+4e                  | Rapport | 65e Geertruida · 78e Blind | Spectateurs : 77 328 Diffuseur : TF1 Arbitrage : Maurizio Mariani Arbitre vidéo : Massimiliano Irrati | Spectateurs : 77 328 Diffuseur : TF1 Arbitrage : Maurizio Mariani Arbitre vidéo : Massimiliano Irrati |

| 2e journée                 | République d'Irlande                            | 0 - 1   | France     | Aviva Stadium, Dublin                                                            |                                                                                  |
| 27 mars 2023 20h45 (19h45) |                                                 | (0 - 0) | 50e Pavard | Spectateurs : 50 219 Arbitrage : Artur Soares Dias Arbitre vidéo : Tiago Martins | Spectateurs : 50 219 Arbitrage : Artur Soares Dias Arbitre vidéo : Tiago Martins |
| 27 mars 2023 20h45 (19h45) | Doherty 65e · Molumby 77e · Idah 88e · Egan 90e | Rapport | 23e Pavard | Spectateurs : 50 219 Arbitrage : Artur Soares Dias Arbitre vidéo : Tiago Martins | Spectateurs : 50 219 Arbitrage : Artur Soares Dias Arbitre vidéo : Tiago Martins |

| 27 mars 2023 | Pays-Bas                                                       | 3 - 0   | Gibraltar                 | Stade Feijenoord, Rotterdam                                               |                                                                           |
| 20h45        | ( Dumfries) Depay 23e · ( Dumfries) Aké 50e · ( Blind) Aké 82e | (1 - 0) |                           | Spectateurs : 36 327 Arbitrage : Morten Krogh Arbitre vidéo : David Coote | Spectateurs : 36 327 Arbitrage : Morten Krogh Arbitre vidéo : David Coote |
| 20h45        |                                                                | Rapport | 12e Casciaro · 51e Walker | Spectateurs : 36 327 Arbitrage : Morten Krogh Arbitre vidéo : David Coote | Spectateurs : 36 327 Arbitrage : Morten Krogh Arbitre vidéo : David Coote |

| 3e journée                 | Gibraltar | 0 - 3   | France                                                       | Stade de l'Algarve, Almancil ( Portugal)                                                               | |
| 16 juin 2023 20h45 (19h45) |           | (0 - 2) | 3e Giroud (Coman ) · 45+3e (pen.) Mbappé · 78e (csc) Mouelhi | Spectateurs : 4 065 Diffuseur : TF1 Arbitrage : Yevhenii Aranovskiy Arbitre vidéo : Bartosz Frankowski | Spectateurs : 4 065 Diffuseur : TF1 Arbitrage : Yevhenii Aranovskiy Arbitre vidéo : Bartosz Frankowski |
| 16 juin 2023 20h45 (19h45) | Rapport   |         |                                                              | Spectateurs : 4 065 Diffuseur : TF1 Arbitrage : Yevhenii Aranovskiy Arbitre vidéo : Bartosz Frankowski | Spectateurs : 4 065 Diffuseur : TF1 Arbitrage : Yevhenii Aranovskiy Arbitre vidéo : Bartosz Frankowski |

| 16 juin 2023  | Grèce                                                       | 2 - 1   | République d'Irlande                   | Stade Agiá Sofiá, Athènes                                                         |                                                                                   |
| 20h45 (21h45) | Bakasétas 15e (pen.) · ( Bakasétas) Masoúras 49e            | (1 - 1) | 27e Collins (Ferguson )                | Spectateurs : 17 452 Arbitrage : Harald Lechner Arbitre vidéo : Christian Dingert | Spectateurs : 17 452 Arbitrage : Harald Lechner Arbitre vidéo : Christian Dingert |
| 20h45 (21h45) | Mántalos 35e · Pélkas 65e · Bakasétas 76e · Tzavéllas 90+6e | Rapport | 76e McClean · 88e Egan · 90+5e Doherty | Spectateurs : 17 452 Arbitrage : Harald Lechner Arbitre vidéo : Christian Dingert | Spectateurs : 17 452 Arbitrage : Harald Lechner Arbitre vidéo : Christian Dingert |

| 4e journée                 | République d'Irlande                                           | 3 - 0   | Gibraltar                      | Aviva Stadium, Dublin                                                                  |                                                                                        |
| 19 juin 2023 20h45 (19h45) | Johnston 53e · ( McClean) Ferguson 59e · ( McClean) Idah 90+2e | (0 - 0) |                                | Spectateurs : 42 156 Arbitrage : Marian Alexandru Barbu Arbitre vidéo : Ovidiu Haţegan | Spectateurs : 42 156 Arbitrage : Marian Alexandru Barbu Arbitre vidéo : Ovidiu Haţegan |
| 19 juin 2023 20h45 (19h45) |                                                                | Rapport | 35e Sergeant (en) · 70e Jolley | Spectateurs : 42 156 Arbitrage : Marian Alexandru Barbu Arbitre vidéo : Ovidiu Haţegan | Spectateurs : 42 156 Arbitrage : Marian Alexandru Barbu Arbitre vidéo : Ovidiu Haţegan |

| 19 juin 2023 | France            | 1 - 0   | Grèce                                                               | Stade de France, Saint-Denis                                                                           | |
| 20h45        | Mbappé 55e (pen.) | (0 - 0) |                                                                     | Spectateurs : 76 500 Diffuseur : TF1 Arbitrage : Antonio Mateu Lahoz Arbitre vidéo : Ricardo de Burgos | Spectateurs : 76 500 Diffuseur : TF1 Arbitrage : Antonio Mateu Lahoz Arbitre vidéo : Ricardo de Burgos |
| 20h45        |                   | Rapport | 49e Siópis · 50e, 70e Mavropános · 70e Kourbélis · 70e Chatzidiákos | Spectateurs : 76 500 Diffuseur : TF1 Arbitrage : Antonio Mateu Lahoz Arbitre vidéo : Ricardo de Burgos | Spectateurs : 76 500 Diffuseur : TF1 Arbitrage : Antonio Mateu Lahoz Arbitre vidéo : Ricardo de Burgos |

| 5e journée             | France                                | 2 - 0   | République d'Irlande | Parc des Princes, Paris                                                                       |                                                                                               |
| 7 septembre 2023 20h45 | ( Mbappé) Tchouaméni 19e · Thuram 48e | (1 - 0) |                      | Spectateurs : 43 995 Diffuseur : TF1 Arbitrage : Urs Schnyder Arbitre vidéo : Bastian Dankert | Spectateurs : 43 995 Diffuseur : TF1 Arbitrage : Urs Schnyder Arbitre vidéo : Bastian Dankert |
| 7 septembre 2023 20h45 | T. Hernandez 21e · Griezmann 87e      | Rapport | 47e Cullen           | Spectateurs : 43 995 Diffuseur : TF1 Arbitrage : Urs Schnyder Arbitre vidéo : Bastian Dankert | Spectateurs : 43 995 Diffuseur : TF1 Arbitrage : Urs Schnyder Arbitre vidéo : Bastian Dankert |

| 7 septembre 2023 | Pays-Bas                                                       | 3 - 0   | Grèce                                                    | Stade Philips, Eindhoven                                                       |                                                                                |
| 20h45            | de Roon 17e · ( Dumfries) Gakpo 31e · ( Dumfries) Weghorst 39e | (3 - 0) |                                                          | Spectateurs : 32 079 Arbitrage : Michael Oliver Arbitre vidéo : Stuart Attwell | Spectateurs : 32 079 Arbitrage : Michael Oliver Arbitre vidéo : Stuart Attwell |
| 20h45            | Aké 43e · van Dijk 90+1e                                       | Rapport | 12e Siópis · 44e Tsimíkas · 69e Kourbélis · 75e Mántalos | Spectateurs : 32 079 Arbitrage : Michael Oliver Arbitre vidéo : Stuart Attwell | Spectateurs : 32 079 Arbitrage : Michael Oliver Arbitre vidéo : Stuart Attwell |

| 6e journée                      | République d'Irlande                 | 1 - 2   | Pays-Bas                                    | Aviva Stadium, Dublin                                                    |                                                                          |
| 10 septembre 2023 20h45 (19h45) | Idah 4e (pen.)                       | (1 - 1) | 19e (pen.) Gakpo · 56e Weghorst (Dumfries ) | Spectateurs : 49 807 Arbitrage : Irfan Peljto Arbitre vidéo : Ivan Bebek | Spectateurs : 49 807 Arbitrage : Irfan Peljto Arbitre vidéo : Ivan Bebek |
| 10 septembre 2023 20h45 (19h45) | Bazunu 18e · Ogbene 42e · Knight 67e | Rapport | 16e Wieffer · 67e Gakpo · 87e Weghorst      | Spectateurs : 49 807 Arbitrage : Irfan Peljto Arbitre vidéo : Ivan Bebek | Spectateurs : 49 807 Arbitrage : Irfan Peljto Arbitre vidéo : Ivan Bebek |

| 10 septembre 2023 | Grèce | 5 - 0   | Gibraltar | Stade Agiá Sofiá, Athènes                                                            |                                                                                      |
| 20h45 (21h45)     | ( Giannoúlis) Pélkas 9e · ( Pélkas) Mavropános 23e · Masoúras 70e · ( Bakasétas) Mavropános 83e · Masoúras 90+1e | (2 - 0) |           | Spectateurs : 9 774 Arbitrage : Manfredas Lukjančukas Arbitre vidéo : Marco Di Bello | Spectateurs : 9 774 Arbitrage : Manfredas Lukjančukas Arbitre vidéo : Marco Di Bello |
| 20h45 (21h45)     | | Rapport | 57e Pozo  | Spectateurs : 9 774 Arbitrage : Manfredas Lukjančukas Arbitre vidéo : Marco Di Bello | Spectateurs : 9 774 Arbitrage : Manfredas Lukjančukas Arbitre vidéo : Marco Di Bello |

| 7e journée                    | République d'Irlande | 0 - 2   | Grèce                                                  | Aviva Stadium, Dublin                                                            |                                                                                  |
| 13 octobre 2023 20h45 (19h45) |                      | (0 - 2) | 20e Giakoumákis (Tsimíkas ) · 45+4e Masoúras (Pélkas ) | Spectateurs : 41 239 Arbitrage : Glenn Nyberg Arbitre vidéo : Tomasz Kwiatkowski | Spectateurs : 41 239 Arbitrage : Glenn Nyberg Arbitre vidéo : Tomasz Kwiatkowski |
| 13 octobre 2023 20h45 (19h45) | Smallbone 10e        | Rapport | 56e Pélkas · 75e Bouchalákis                           | Spectateurs : 41 239 Arbitrage : Glenn Nyberg Arbitre vidéo : Tomasz Kwiatkowski | Spectateurs : 41 239 Arbitrage : Glenn Nyberg Arbitre vidéo : Tomasz Kwiatkowski |

| 13 octobre 2023 | Pays-Bas                   | 1 - 2   | France                                     | Johan Cruyff Arena, Amsterdam                                                 |                                                                               |
| 20h45           | ( Bergwijn) Hartman 83e    | (0 - 1) | 7e Mbappé (Clauss ) · 53e Mbappé (Rabiot ) | Spectateurs : 51 310 Arbitrage : Felix Zwayer Arbitre vidéo : Bastian Dankert | Spectateurs : 51 310 Arbitrage : Felix Zwayer Arbitre vidéo : Bastian Dankert |
| 20h45           | Veerman 29e · Dumfries 51e | Rapport | 90+4e Tchouaméni · 90+6e Mbappé            | Spectateurs : 51 310 Arbitrage : Felix Zwayer Arbitre vidéo : Bastian Dankert | Spectateurs : 51 310 Arbitrage : Felix Zwayer Arbitre vidéo : Bastian Dankert |

| 8e journée                    | Gibraltar                        | 0 - 4   | République d'Irlande                                                                     | Stade de l'Algarve, Almancil ( Portugal)                                             |                                                                                      |
| 16 octobre 2023 20h45 (19h45) |                                  | (0 - 2) | 8e Ferguson (Doherty ) · 28e Johnston · 61e Doherty (McGrath ) · 80e Robinson (McGrath ) | Spectateurs : 4 000 Arbitrage : Christian-Petru Ciochirca Arbitre vidéo : Alan Kijas | Spectateurs : 4 000 Arbitrage : Christian-Petru Ciochirca Arbitre vidéo : Alan Kijas |
| 16 octobre 2023 20h45 (19h45) | Annesley 53e · Sergeant (en) 85e | Rapport | 72e Doherty · 88e McGrath                                                                | Spectateurs : 4 000 Arbitrage : Christian-Petru Ciochirca Arbitre vidéo : Alan Kijas | Spectateurs : 4 000 Arbitrage : Christian-Petru Ciochirca Arbitre vidéo : Alan Kijas |

| 16 octobre 2023 | Grèce                                                    | 0 - 1   | Pays-Bas                    | Stade Agiá Sofiá, Athènes                                                                  |                                                                                            |
| 20h45 (21h45)   |                                                          | (0 - 0) | 90+3e (pen.) van Dijk       | Spectateurs : 24 967 Arbitrage : Alejandro Hernández Arbitre vidéo : Juan Martínez Munuera | Spectateurs : 24 967 Arbitrage : Alejandro Hernández Arbitre vidéo : Juan Martínez Munuera |
| 20h45 (21h45)   | Kourbélis 13e · Mantalos 28e · Rétsos 76e · Pavlídis 86e | Rapport | 13e Geertruida · 51e Simons | Spectateurs : 24 967 Arbitrage : Alejandro Hernández Arbitre vidéo : Juan Martínez Munuera | Spectateurs : 24 967 Arbitrage : Alejandro Hernández Arbitre vidéo : Juan Martínez Munuera |

| 9e journée             | France | 14 - 0  | Gibraltar  | Allianz Riviera, Nice                                                       |                                                                             |
| 18 novembre 2023 20h45 | ( Clauss) Santos 3e (csc) · Thuram 4e · ( Coman) Zaïre-Emery 16e · Mbappé 30e (pen.) · ( Mbappé) Clauss 34e · Coman 36e · ( Mbappé) Fofana 37e · Rabiot 64e · ( Mbappé) Coman 65e · Dembélé 73e · ( T. Hernandez) Mbappé 74e · ( Fofana) Mbappé 82e · ( Griezmann) Giroud 89e · ( T. Hernandez) Giroud 90+1e | (7 - 0) |            | Spectateurs : 32 758 Arbitrage : John Brooks Arbitre vidéo : Chris Kavanagh | Spectateurs : 32 758 Arbitrage : John Brooks Arbitre vidéo : Chris Kavanagh |
| 18 novembre 2023 20h45 | | Rapport | 18e Santos | Spectateurs : 32 758 Arbitrage : John Brooks Arbitre vidéo : Chris Kavanagh | Spectateurs : 32 758 Arbitrage : John Brooks Arbitre vidéo : Chris Kavanagh |

| 18 novembre 2023 | Pays-Bas                | 1 - 0   | République d'Irlande | Johan Cruyff Arena, Amsterdam                                                |                                                                              |
| 20h45            | ( de Vrij) Weghorst 11e | (1 - 0) |                      | Spectateurs : 51 811 Arbitrage : Marco Di Bello Arbitre vidéo : Paolo Valeri | Spectateurs : 51 811 Arbitrage : Marco Di Bello Arbitre vidéo : Paolo Valeri |
| 20h45            |                         | Rapport | 90e Idah             | Spectateurs : 51 811 Arbitrage : Marco Di Bello Arbitre vidéo : Paolo Valeri | Spectateurs : 51 811 Arbitrage : Marco Di Bello Arbitre vidéo : Paolo Valeri |

| 10e journée                    | Gibraltar   | 0 - 6   | Pays-Bas | Stade de l'Algarve, Almancil ( Portugal)                                          |                                                                                   |
| 21 novembre 2023 20h45 (19h45) |             | (0 - 3) | 10e Stengs (Veerman ) · 23e Wieffer (Veerman ) · 38e Koopmeiners (Hartman ) · 50e Stengs (Malen ) · 62e Stengs (Teze ) · 81e Gakpo | Spectateurs : 2 280 Arbitrage : Arda Kardeşler Arbitre vidéo : Abdulkadir Bitigen | Spectateurs : 2 280 Arbitrage : Arda Kardeşler Arbitre vidéo : Abdulkadir Bitigen |
| 21 novembre 2023 20h45 (19h45) | De Haro 83e | Rapport | 45e Teze | Spectateurs : 2 280 Arbitrage : Arda Kardeşler Arbitre vidéo : Abdulkadir Bitigen | Spectateurs : 2 280 Arbitrage : Arda Kardeşler Arbitre vidéo : Abdulkadir Bitigen |

| 21 novembre 2023 | Grèce                                        | 2 - 2   | France                                          | Stade Agiá Sofiá, Athènes                                                   |                                                                             |
| 20h45 (21h45)    | Bakasétas 56e · ( Giannoúlis) Ioannídis 61e  | (0 - 1) | 42e Kolo Muani (Giroud ) · 74e Fofana (Mbappé ) | Spectateurs : 24 820 Arbitrage : Daniel Siebert Arbitre vidéo : Marco Fritz | Spectateurs : 24 820 Arbitrage : Daniel Siebert Arbitre vidéo : Marco Fritz |
| 20h45 (21h45)    | Bouchalákis 34e · Rétsos 40e · Ioannídis 75e | Rapport | 34e Dembélé · 55e Fofana · 90+2e Griezmann      | Spectateurs : 24 820 Arbitrage : Daniel Siebert Arbitre vidéo : Marco Fritz | Spectateurs : 24 820 Arbitrage : Daniel Siebert Arbitre vidéo : Marco Fritz |

## Statistiques

### Buteurs
9 buts          
- Kylian Mbappé (dont 3 penaltys)

5 buts      
- Yórgos Masoúras

3 buts    
- Olivier Giroud
- Anastásios Bakasétas
- Wout Weghorst
- Calvin Stengs
- Cody Gakpo (dont 1 penalty)

2 buts   
- Marcus Thuram
- Kingsley Coman
- Youssouf Fofana
- Konstantínos Mavropános
- Adam Idah (dont 1 penalty)
- Evan Ferguson
- Michael Johnston
- Nathan Aké

1 but  
- Antoine Griezmann
- Dayot Upamecano
- Benjamin Pavard
- Aurélien Tchouaméni
- Warren Zaïre-Emery
- Jonathan Clauss
- Adrien Rabiot
- Ousmane Dembélé
- Randal Kolo Muani
- Manólis Siópis
- Dimítris Pélkas
- Giórgos Giakoumákis
- Fótis Ioannídis
- Nathan Collins
- Matt Doherty
- Callum Robinson
- Memphis Depay
- Marten de Roon
- Quilindschy Hartman
- Virgil van Dijk (dont 1 penalty)
- Mats Wieffer
- Teun Koopmeiners

but contre son camp  (csc)
- Aymen Mouelhi (contre la France)
- Ethan Santos (contre la France)

### Passeurs
6 passes décisives      
- Kylian Mbappé

5 passes décisives     
- Denzel Dumfries

3 passes décisives   
- Dimítris Pélkas

2 passes décisives  
- Jonathan Clauss
- Kingsley Coman
- Théo Hernandez
- Anastásios Bakasétas
- Dimítris Giannoúlis
- Jamie McGrath
- Joey Veerman

1 passe décisive 
- Aurélien Tchouaméni
- Adrien Rabiot
- Antoine Griezmann
- Olivier Giroud
- George Baldock
- Pétros Mántalos
- Kóstas Tsimíkas
- Evan Ferguson
- Matt Doherty
- Daley Blind
- Steven Bergwijn
- Stefan de Vrij
- Quilindschy Hartman
- Donyell Malen
- Jordan Teze

## Discipline
Un joueur est automatiquement suspendu pour le prochain match pour les infractions suivantes:
- Recevoir un carton rouge (les suspensions du carton rouge peuvent être prolongées pour des infractions graves)
- Recevoir trois cartons jaunes dans trois matches différents, ainsi qu'après le cinquième et tout carton jaune suivant (les suspensions pour carton jaune ne sont pas reportées aux barrages, aux finales ou à tout autre match international futur)

Les suspensions suivantes ont été (ou seront) purgées lors des matches de qualification :
| Joueurs                 | Cartons                                                               | Suspensions                                     |
| ----------------------- | --------------------------------------------------------------------- | ----------------------------------------------- |
| Denzel Dumfries         | contre Argentine en Coupe du monde de football 2022 (9 décembre 2022) | 1re journée, contre France (24 mars 2023)       |
| Liam Walker             | 2e journée, contre Pays-Bas (27 mars 2023)                            | 3e journée, contre France (16 juin 2023)        |
| Matt Doherty            | 3e journée, contre Grèce (16 juin 2023)                               | 4e journée, contre Gibraltar (19 juin 2023)     |
| Konstantínos Mavropános | 4e journée, contre France (19 juin 2023)                              | 5e journée, contre Pays-Bas (7 septembre 2023)  |
| Ethan Santos            | 9e journée, contre France (18 novembre 2023)                          | 10e journée, contre Pays-Bas (21 novembre 2023) |